# Victor/Victoria
Victor/Victoria, är en brittisk-amerikansk musikalfilm från 1982 i regi av Blake Edwards, med bland annat Julie Andrews och Robert Preston i huvudrollerna. Filmen är baserad på den tyska filmen Viktor och Viktoria från 1933.

## Om filmen
Filmen vann en Oscar för bästa originalmusik, Henry Mancini och Leslie Bricusse fick dela på priset. Den blev även oscarsnominerad i ytterligare sex kategorier (bästa kvinnliga skådespelare, bästa kvinnliga biroll, bästa manliga biroll, bästa scenografi, bästa kostymdesign, och bästa manus baserat på förlaga).
I Stockholm hade filmen premiär den 16 juli 1982 på biograf Look vid Drottninggatan.
Julie Andrews fick även medverka i den broadwayversion av filmen som senare kom att sättas upp.

## Rollista i urval
- Julie Andrews – Victoria Grant/Greve Victor Grazinski
- James Garner – King Marchand
- Robert Preston – Carroll "Toddy" Todd
- Lesley Ann Warren – Norma Cassidy
- Alex Karras – "Squash" Bernstein
- John Rhys-Davies – Andre Cassell
- Graham Stark – servitören
- Peter Arne – Labisse
- Malcolm Jamieson – Richard Di Nardo
- David Gant – restaurangchefen
- Sherloque Tanney – Charles Bovin
- Michael Robbins – chefen för Victorias hotell
- Maria Charles – Madame President
- Glen Murphy – Boxer
- Geoffrey Beevers – polisinspektören
- Norman Alden – man på hotell med skor (ej krediterad)
- Neil Cunningham – nattklubbens presentatör
- Jay Benedict  – Guy Longois